# Campeonato Paraguaio de Futebol de 2009 - Apertura
O Campeonato Paraguaio de Futebol de 2009 "Apertura" foi o centésimo torneio desta competição. Participaram doze equipes. O Club Silvio Pettirossi foi rebaixado. É um campeonato no sistema de Apertura e Clausura separados, com dois campeões paraguaios por ano, sem a necessidade de final entre eles. .O campeão representaria o Paraguai na Copa Libertadores da América de 2010. As outras duas vagas seriam para o campeão do clausura e o primeiro melhor finalista na tabela geral. Para a Copa Sul-Americana de 2010, o melhor clube na tabela de pontuação total (que inclui o Apertura e o Clausura somados), o quarto e o quinto colocado.
| Equipe                      | Cidade               | Departamento     | No ano anterior                                                      | Estádio                        | Capacidade | Títulos                                                 | Participações |
| --------------------------- | -------------------- | ---------------- | -------------------------------------------------------------------- | ------------------------------ | ---------- | ------------------------------------------------------- | ------------- |
| Club Cerro Porteño          | Assunção             | Distrito Capital | Lugar                                                                | Estádio General Pablo Rojas    | 32.910     | 27 (último em 2005)                                     | 92            |
| Club Guaraní                | Assunção             | Distrito Capital | Vice Campeão                                                         | Estádio Rogelio Livieres       | 6.000      | 9 (1906,1907, 1921, 1923, 1949, 1964, 1967, 1969, 1984) | 99            |
| Club Olimpia                | Assunção             | Distrito Capital | Lugar                                                                | Estádio Manuel Ferreira        | 15.000     | 38 (último em 2000)                                     | 100           |
| Club Sportivo Luqueño       | Luque                | Central          | Lugar                                                                | Estádio Feliciano Cáceres      | 25.000     | 2 (1951,1953)                                           | 76            |
| 12 de Octubre Football Club | Itauguá              | Central          | Lugar                                                                | Estádio Juan Canuto Pettengill | 8.000      | 0 (não possui)                                          | 14            |
| Club Libertad               | Assunção             | Distrito Capital | Campeão                                                              | Estádio Dr. Nicolás Leoz       | 10.000     | 13 (último em Clausura de 2008)                         | 95            |
| Tacuary Football Club       | Assunção             | Distrito Capital | Lugar                                                                | Estádio Roberto Bettega        | 6.000      | 0 (não possui)                                          | 8             |
| Club Nacional               | Assunção             | Distrito Capital | Lugar                                                                | Estádio Arsenio Erico          | 4.000      | 6 (1909, 1911, 1924, 1926, 1942, 1946)                  | 93            |
| Club Atlético 3 de Febrero  | Ciudad del Este      | Alto Paraná      | Lugar                                                                | Estádio Antonio Oddone Sarubbi | 28.000     | 0 (não possui)                                          | 6             |
| Sol de América              | Villa Elisa          | Central          | Lugar                                                                | Estádio Luis Alfonso Giagni    | 5.000      | 2 (1986, 1991)                                          | 92            |
| Club 2 de Mayo              | Pedro Juan Caballero | Amambay          | Lugar                                                                | Estádio Río Parapití           | 25.000     | 0 (não possui)                                          | 5             |
| Club Rubio Ñu               | Assunção             | Distrito Capital | Campeão do Campeonato Paraguaio de Futebol de 2008 - Segunda Divisão | Estádio La Arboleda            | 5.000      | 0 (não possui)                                          | 18            |

## Premiação
| Campeonato Paraguaio 2009 Primeira Divisão - Apertura |
| Assunção                                              |
| ----------------------------------------------------- |
| Club Cerro Porteño Campeão (28º título)               |